# Conrado V de Olésnica
Conrado V Kantner (em polonês/polaco:  Konrad V Kącki) (ca. 1385 – 10 de Setembro de 1439) foi duque de Oleśnica, Bytom e Ścinawa de 1412 a 1427 (com os seus irmãos como co-governantes), e desde 1427 governante único de Oleśnica.
Conrado V era o segundo filho de Conrado III, Duque de Oleśnica, com a sua esposa, Judite. Tal como o seu irmão mais velho e os três mais novos, foi baptizado com o nome de Conrado, característico deste ramo da Dinastia Piast.

## Vida
Após a morte do pai em 1412, Conrado V sucedeu-lhe em todas as suas possessões, com o seu irmão mais velho, Conrado IV como co-governante.
Em 1416, quando todos os filhos de Conrado III atingiram a maioridade, Conrado IV renunciou ao governo, beneficiando Conrado V e os outros irmãos. Eles mantiveram o co-governo até 1427, a divisão do ducado foi feita: Conrado V recebeu a capital de Oleśnica.

## Casamento e descendência
A 9 de Outubro de 1411, Conrado V casou-se com Margarida (m. 15 de Março de 1449), cujas origens são desconhecidas. Dessa união nasceram cinco crianças:
1. Inês (n. depois de 1411 - m. Herbst, Setembro de 1448), casou-se em 1427 com Gaspar I Schlik, Conde de Passaun-Weisskirchen e Chanceller Imperial.
2. Conrado IX de Olésnica (n. ca. 1415 - m. 14 de Agosto de 1471).
3. Conrado X de Olésnica (n. 1420 - m. 21 de Setembro de 1492).
4. Ana (n. ca. 1425? - m. depois de 15 de Agosto de 1482), casou-se, em 1444, com o duque Vladislau I de Plock.
5. Margarida (n. ca. 1430 - m. 10 de Maio de 1466), Abadessa de Trebnitz (1456).

De acordo com os seus desejos, Conrado V deixou a cidade de Wołów para a esposa, que governou até à sua própria morte. Os seus filhos foram afastados do governo pelo seu tio Conrado VII de Olésnica, que governou até 1450, altura em que Conrado IX e Conrado X o depuseram, e assumiram o controlo de todo o ducado.